# لرد معمولی تجدیدنظر
لرد معمولی تجدیدنظر (انگلیسی: Lords of Appeal in Ordinary) یا لرد حقوقی مقامی است که بر اساس قانون مصوب ۱۸۷۶در خصوص مجلس اعیان بریتانیا پدید آمد تا به عنوان کمیته ای فرعی ذیل مجلس اعیان به مسائل حقوقی بپردازد و در عمل عالی ترین مرجع تجدیدنظر در مسائل مهم بود با تاسیس دیوان عالی پادشاهی متحده در اکتبر ۲۰۰۹ مجلس لرد ها این قدرت خود را از دست داد و در نتیجه لرد های تجدیدنظر یا همان لرد های حقوقی به صورت خودکار تبدیل به اعضاء دیوان عالی شدند و تا زمان استعفاء از دیوان عالی حق حضور و رای خود را در مجلس اعیان از دست دادند.